# 泰勒·柯林斯 (歌手)
莉莎·泰勒·柯林斯（英語：Lisa Tyler Collins，1966年10月29日—），美國节奏布鲁斯女歌手及演員。她曾為RCA和華納創作過幾首知名歌曲，如1989年的〈Girls Nite Out〉和1992年的〈Tyler〉。除了歌唱事業外，柯林斯還出演過幾部電視節目和電影，包括電視劇《新鲜王子妙事多》第一季（1990年）和電影《哈林風暴》（1991年）。她目前與女兒一起住在洛杉磯。

## 早期生活
泰勒·柯林斯出生於紐約市哈莱姆，並在密歇根州底特律成長。柯林斯開始參加舞蹈和戲劇課，並與孩子們參與在洛杉磯的柳树歌剧研討會。

## 外部連結
- 泰勒·柯林斯 (歌手)在Allmusic上的頁面
- 泰勒·柯林斯在互联网电影资料库（IMDb）上的資料（英文）